# Банк ВТБ (Беларусь)
ЗАО «Банк ВТБ (Беларусь)» — белорусский коммерческий банк, часть международной финансовой группы «Банк ВТБ». Входит в десятку крупнейших банков Республики Беларусь по объёму активов по данным Национального банка Республики Беларусь. Входит во вторую группу значимости перечня системно значимых банков Республики Беларусь.

## История
Банк был создан в 1996 году и получил название «Славнефтебанк» («Славянский акционерный коммерческий нефтяной банк»). В 1998 году банк стал участником электронных биржевых торгов государственными ценными бумагами в рамках торговой системы «Межбанковская валютная биржа», членом Белорусского союза предпринимателей и арендаторов, членом «Белорусской валютно-фондовой биржи». В 1999 году «Славнефтебанк» подключился к международной системе электронных платежей SWIFT.
С 1 июня 1999 года банк начал осуществлять приём денежных средств населения во вклады и депозиты в белорусских рублях и иностранной валюте.
В декабре 2002 года при посредничестве банка совершена крупнейшая в истории белорусского рынка ценных бумаг сделка по продаже акций ОАО "НГК «Славнефть» на сумму 207 млн долларов.
В апреле 2007 года «Банк ВТБ» приобрёл контрольный пакет акций (50 % + 1 акция) «Славнефтебанка». В ноябре 2007 года банк был переименован в ЗАО «Банк ВТБ (Беларусь)».
На 2011 год основными акционерами банка были «Банк ВТБ» (71,4 % акций) и «Белнефтехим» (16,3 %).
В 2013 году «Банк ВТБ» выкупил принадлежавшие Беларуси 25,9 % акций за 19,1 млн долларов. Данная сделка вошла в число крупнейших приватизационных сделок с участием Беларуси.

## Рейтинговые оценки
Рейтинговое агентство АКРА в 2023 году присвоило банку рейтинговую оценку BBB-(RU) по национальной шкале и B+ по международной шкале. Обе оценки были подтверждены в 2024 году и отозваны в 2025.

## Собственники и руководство
С 2013 года основной пакет акций банка (99,99996 %) принадлежит ПАО «Банк ВТБ» (Россия), 1 акцией владеет СООО «ВТБ Лизинг» (Республика Беларусь).
Руководство текущей деятельностью банка осуществляет коллегиальный исполнительный орган — правление. Исполнительные органы подотчётны Совету директоров и общему собранию акционеров. С 2019 года председателем правления является Сергей Владимирович Cуслопаров.

## Награды
Премия «Банк года Беларуси»:
- номинация «Лучший банк среди крупных» (2 место — 2021[16]; 3 место — 2017);

## Международные санкции
24 февраля 2022 года банк, как и его материнская компания, был внесён в санкционный список специально обозначенных граждан и заблокированных лиц США.
11 апреля 2023 года для дальнейшего давления на «путинских пособников в Беларуси» премьер-министр Канады объявил о дополнительных санкциях в отношении девяти организаций, связанных с белорусским финансовым сектором, в число которых вошел и Банк ВТБ (Беларусь). С августа 2023 года банк также находится под санкциями Новой Зеландии.